# Numizmatyka

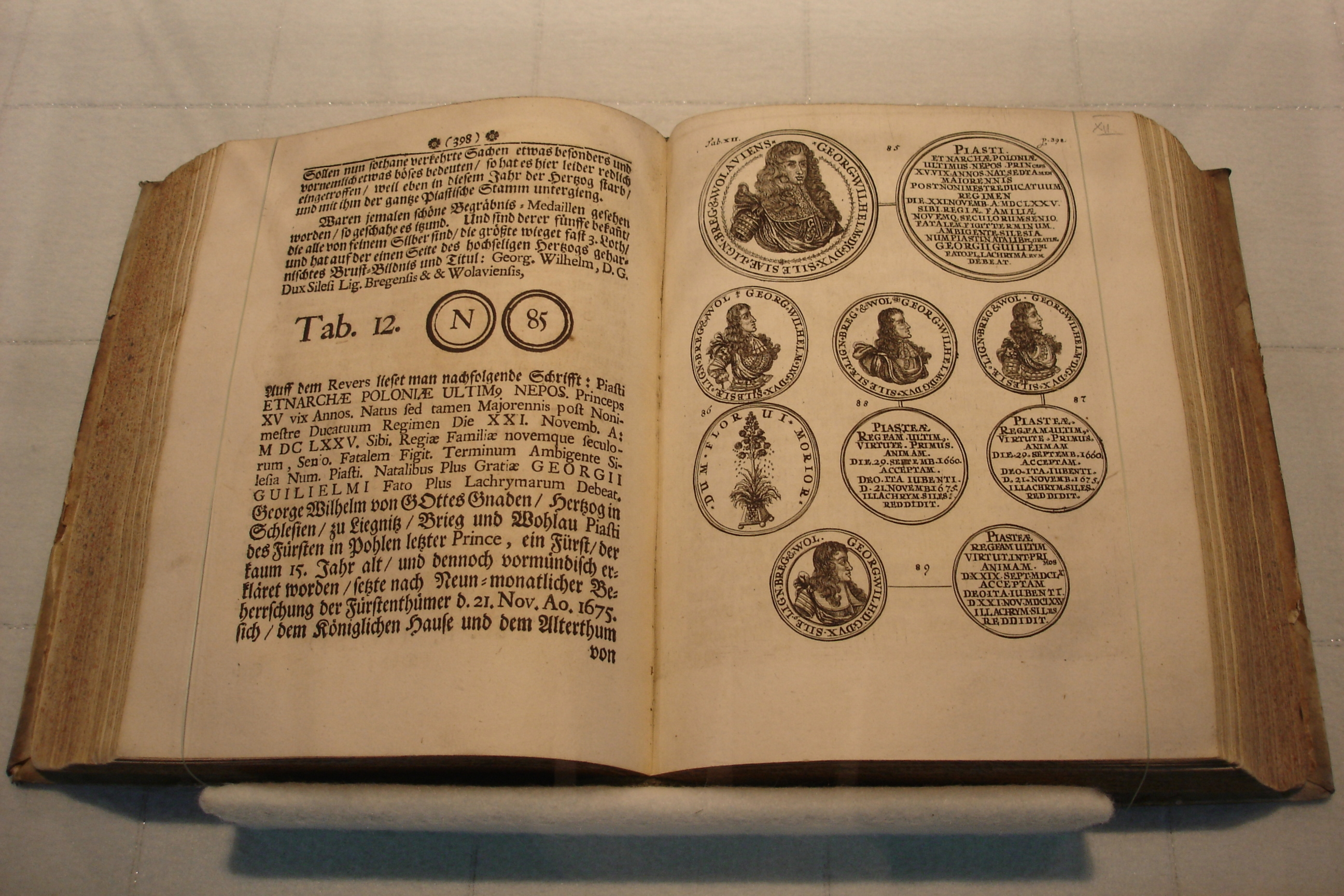
Strony 398–399 z dzieła Silesia numismatica oder Einleitung zu dem Schlesischen Müntz=Cabinet Gottfrieda Dewerdecka; drukarnia Johanna Gottfrieda Webera w Jaworze, 1711 r.; grafiki Christiana Winklera

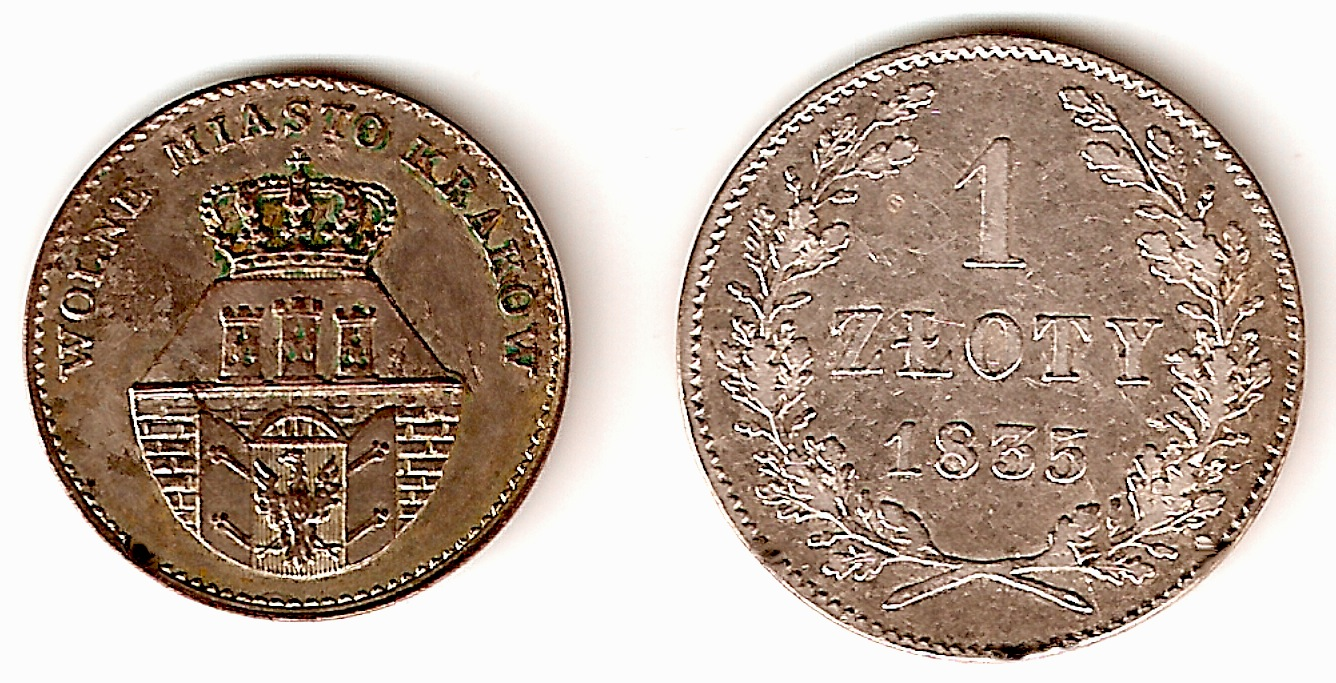
Monety Wolnego Miasta Krakowa z 1835 r.: 5 gr i 1 zł

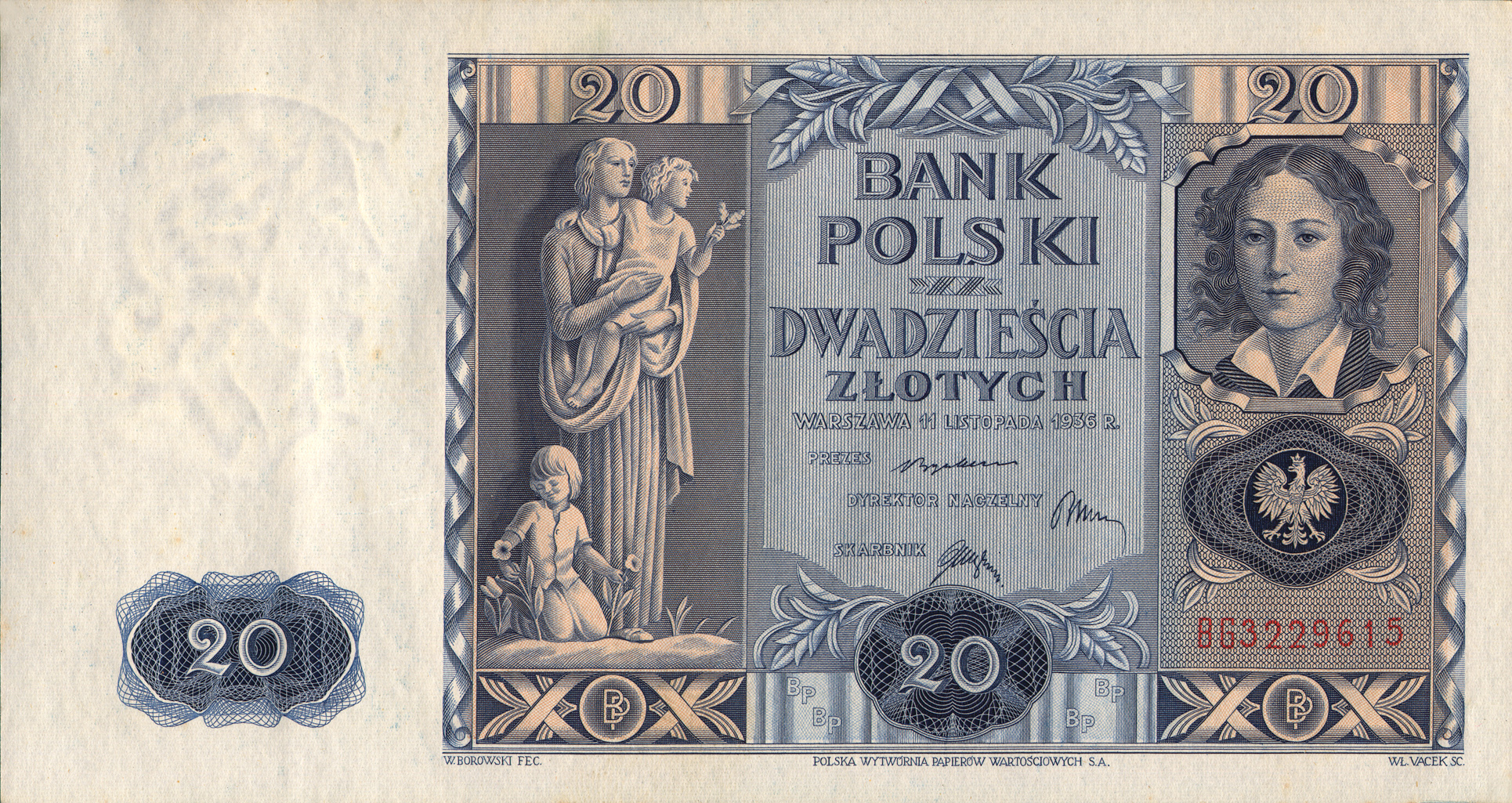
Awers banknotu o nominale 20 złotych, wyemitowanego przez Bank Polski, emisja z dnia 11 listopada 1936 roku

Numizmatyka (z gr. νομισματική) – nauka pomocnicza historii, zajmująca się badaniem monet, banknotów i innych znaków pieniężnych pod względem historycznym, estetycznym, a także technicznym.
Słowo to pochodzi od greckiego nomisma. Numizmatyka ma swoje początki w XIV wieku, rozwinęła się w okresie renesansu.
Największe w Polsce zbiory monet i medali znajdują się w Muzeach Narodowych w Warszawie i w Krakowie.

## Informacje ogólne
Główne zadania numizmatyki
- kolekcjonowanie i klasyfikowanie monet;
- datowanie monet: bezwzględne; analiza znaków menniczych; połączona analiza ikonograficzna, metrologiczna i epigraficzna;
- ustalanie kręgu użytkowników danych monet;
- określanie dodatkowych funkcji monet;
- wyjaśnianie i interpretacja faktów i procesów dziejowych.

Podział chronologiczny numizmatyki
- grecka;
- celtycka;
- rzymska;
- bizantyjska;
- Dalekiego Wschodu (m.in. Indie, Chiny, Japonia);
- średniowieczna (w tym arabska i perska);
- nowożytna.

Nauki poboczne
- egzonumia – nauka zajmująca się obiektami podobnymi do monet, lecz nie będących oficjalnymi środkami płatniczymi, takimi jak wszelkiego rodzaju żetony, czy medale.
- notafilia – nauka zajmująca się badaniem papierowych znaków pieniężnych i banknotów. Znaczny rozwój nastąpił w latach 20., gdy zaczęto emitować niemieckie serie notgeldów. Kiedy notafilia została wydzielona jako oddzielna gałąź w 1970, zaczęto wydawać specjalistyczne katalogi i opracowania banknotów.
- skrypofilistyka – nowa, rozpowszechniająca się w Europie od 1975 r. forma kolekcjonowania akcji i obligacji oraz innych giełdowych papierów wartościowych.

Terminy szczególnie przydatne w numizmatyce średniowiecznej
- gatunek monety – zwykle obejmuje numizmaty o tych samych, bądź podobnych cechach metrologicznych – wadze, próbie (np. denar, grosz, talar, drachma);
- typ monety – obejmuje numizmaty opatrzone tym samym wyobrażeniem, z reguły zamyka się w jednej emisji
- odmiany monety – istnieją w obrębie typów, obejmują monety wybite tą samą parą stempli
- próba – zawartość czystego kruszcu w monecie
- renovatio monetae – stosowana już we wczesnym średniowieczu wymiana monety na nową na warunkach korzystnych dla pana menniczego
- pan menniczy – zleceniodawca emisji.

## Literatura tematu
Opracowania ogólne
- M. Gumowski, Bibliografia numizmatyki polskiej, Toruń 1967.
- T. Kałkowski, Tysiąc lat monety polskiej, Kraków 1983 (wyd. 3).
- A. Mikołajczyk, Leksykon numizmatyczny, Warszawa-Łódź 1994. ISBN 83-01-09710-8.
- Andrzej Mikołajczyk, Monety stare i nowe, Warszawa 1988. ISBN 83-213-3274-9.

Opracowania monograficzne
- D. Ejzenhart, Herby i znaki mennicze na trojakach polskich, Wrocław 2008.
- M. Gumowski, Dzieje mennicy krakowskiej, Poznań 1927.
- M. Gumowski, Dzieje mennicy toruńskiej, Toruń 1961.
- M. Gumowski, Mennica gdańska, Gdańsk 1990.
- M. Gumowski, Mennica bydgoska, Bydgoszcz 2005.
- H. Cywiński, Dziesięć wieków pieniądza polskiego 980–1980, Warszawa 1982.
- R. Kiersnowski, Pieniądz kruszcowy w Polsce wczesnośredniowiecznej, Warszawa 1960.
- R. Kiersnowski, Moneta w kulturze wieków średnich, Warszawa 1988.
- R. Kiersnowski, Wstęp do numizmatyki polskiej wieków średnich, Warszawa 1964.
- T. Opozda, Mennica łobżenicka, Warszawa 1975.
- H. Radzikowski, Atlas monet bitych dla ziem polskich w końcu XVIII i w XIX wieku, Warszawa 2012.
- J. Reyman, Mennica olkuska 1779-1601, Wrocław 1975.
- A. Suchanek, A. Kurpiewski, Katalog popularny monet polskich i z Polską związanych wybitych po roku 1915 oraz monet zastępczych władz lokalnych z ziem polskich, Gdańsk 2013.
- S. Suchodolski, Denar w kalecie. Trzy pierwsze stulecia monety polskiej, Wrocław 1981.
- S. Suchodolski, Mennictwo polskie w XI i XII wieku, Wrocław 1973.
- J.A. Szwagrzyk, Pieniądz na ziemiach polskich X-XX w., Wrocław 1990.

Publikacje źródłowe
- J.N. Sadowski, Rozprawy o pieniądzu w Polsce I połowy XVII wieku
- I. Zagórski, Monety dawnej Polski (teksty)